# Quello che mi piace
Quello che mi piace era una trasmissione radiofonica, in onda sull'emittente m2o.

## Il programma
Il programma, la cui trasmissione è iniziata il 10 ottobre 2009, vedeva la produzione e la conduzione del dj Gigi D'Agostino. Andato in onda subito dopo il successo de Il cammino di Gigi D'Agostino, altro programma dello stesso dj sulla stessa emittente.
Quello che mi piace si è interrotto pochi mesi dopo la sua nascita, il 26 dicembre 2009, a causa di divergenze fra Gigi D'Agostino e la radio.
Il programma andava in onda ogni sabato dalle 14.00 alle 16.00.